# 1960 en numismatique
Chronologie de la numismatique
- 1959 en numismatique - 1960 en numismatique - 1961 en numismatique

Cet article présente les faits marquants de l'année 1960 en numismatique.

## Principaux événements numismatiques de l'année 1960

### Par dates

#### Janvier
- 1er janvier :
  -  France : entrée en vigueur du nouveau franc égal à 100 anciens francs.